# Ludwig Scheetz
Ludwig Scheetz (* 15. Januar 1986 in Görlitz, Bezirk Dresden, DDR) ist ein deutscher Politiker der SPD und seit 2019 Mitglied des Landtages Brandenburg.

## Leben
Scheetz ist kaufmännischer Angestellter. Er war Mitarbeiter des brandenburger Landtagsabgeordneten Klaus Ness und des Berliner Abgeordnetenhausmitglieds Sven Kohlmeier. Bis 2019 war er als Mitarbeiter bei der SPD Brandenburg tätig, unter anderem als Regionalgeschäftsführer.
Scheetz lebt seit 1998 in Königs Wusterhausen. Er ist verheiratet und hat zwei Kinder.

## Politik
Scheetz trat 2003 in die SPD ein. Er ist seit 2017 Vorsitzender des SPD-Ortsvereins Königs Wusterhausen und seit 2020 stellvertretender Vorsitzender des SPD-Unterbezirks Dahme-Spreewald. Seit 2008 ist er Mitglied der Stadtverordnetenversammlung Königs Wusterhausen und war dort von 2011 bis 2022 Vorsitzender der SPD-Fraktion. Von 2010 bis 2019 war er Mitglied des Kreistages Dahme-Spreewald.
Bei der Landtagswahl in Brandenburg 2019 gewann Scheetz das Direktmandat im Landtagswahlkreis Dahme-Spreewald II/Oder-Spree I und zog als Abgeordneter in den brandenburgischen Landtag ein. Bei der Landtagswahl 2024 zog er erneut über das Direktmandat im Wahlkreis Dahme-Spreewald II/Oder-Spree I in den Landtag ein. Im Parlament ist er Mitglied des Ausschusses für Inneres und Kommunales, des Hauptausschusses sowie des Wahlprüfungsausschusses. Seit Oktober 2021 ist er Parlamentarischer Geschäftsführer der SPD-Landtagsfraktion.